# اوگن داسوویچ
اوگن داسوویچ (کرواتی: Eugen Dasović؛ ۱ دسامبر ۱۸۹۶ – ۷ فوریهٔ ۱۹۸۰) بازیکن فوتبال اهل یوگسلاوی بود.
از باشگاه‌هایی که در آن بازی کرده‌است می‌توان به باشگاه فوتبال گراجانسکی زاگرب اشاره کرد.
وی همچنین در تیم ملی فوتبال یوگسلاوی بازی کرده‌است.